# San Enrique (Buenos Aires)
San Enrique es una localidad del partido de Veinticinco de Mayo, provincia de Buenos Aires, Argentina.

## Población
Cuenta con 279 habitantes (Indec, 2010), lo que representa un descenso del 16 % frente a los 331 habitantes (Indec, 2001) del censo anterior.
| Gráfica de evolución demográfica de San Enrique entre 1991 y 2010 |
|                                                                   |
| Fuente: Censos nacionales del INDEC                               |